# Annelien Bredenoord
Anne Lydia (Annelien) Bredenoord (Utrecht, 1 augustus 1979) is een Nederlands ethica en een voormalig politica namens D66.

## Biografie
Bredenoord studeerde theologie en politicologie aan de Universiteit Leiden en promoveerde in 2010 in de medische ethiek aan de Universiteit Maastricht op het proefschrift Ethics at the interface of reproductive medicine and genetic technology: the case of mitochondrial disorders. Daarna was zij werkzaam bij het Julius Centrum van het Universitair Medisch Centrum Utrecht (UMC Utrecht). In 2014 werd ze geïnstalleerd als lid van de Jonge Akademie van de Koninklijke Nederlandse Akademie van Wetenschappen (KNAW). In februari 2017 werd ze benoemd tot hoogleraar ethiek van biomedische innovatie aan het UMC Utrecht, waar ze bestudeerde hoe innovaties in de (bio)medische wetenschappen en nieuwe biomedische technologie, zoals genetica, stamcelonderzoek, voortplantingstechnologie, Big Data en biobanken, op een ethisch verantwoorde wijze vertaald kunnen worden naar patiëntenzorg en de maatschappij.
Bredenoord adviseert in binnen- en buitenlandse commissies over medisch-ethisch beleid, o.a. als voorzitter van de Ethics Committee van de International Society for Stem Cell Research (sinds juni 2015), de Ethics Working Party van het International Stem Cell Forum, the Hinxton Group, de Jonge Gezondheidsraad, de Landelijke Indicatiecommissie Preïmplantatie Genetische Diagnostiek, de KNAW Raad voor Medische Wetenschappen (sinds januari 2017), de NIAS-Lorentz Scientific Advisory Board, de l’Oreal UNESCO For Women in Science Jury, de Beraadsgroep Voortplantingsgeneeskunde en de Medisch-Ethische Toetsingscommissie (METC) van het UMC Utrecht.
Van 9 juni 2015 tot en met 12 juni 2023 was Bredenoord namens D66 lid van de Eerste Kamer. Van 3 oktober 2018 tot en met 22 januari 2019 was ze afwezig vanwege zwangerschaps- en bevallingsverlof en werd ze vervangen door Anita Vink.
Op 1 oktober 2021 werd Bredenoord benoemd tot rector magnificus van de Erasmus Universiteit Rotterdam. Met ingang van 1 september 2024 volgde ze daar Ed Brinksma op als voorzitter van het college van bestuur; als rector magnificus werd ze per 1 november opgevolgd door de Tilburgse vice-rector Jantine Schuit.